# Tonkin House
Tonkin House était une branche de la société japonaise Tokyo Shoseki fondée en 1988, qui a été active dans le domaine de l'industrie vidéoludique.

## Liste de titres (partielle)
- Gun Nac (1990, NES)
- Blodia (1990, Game Boy)
- Ys III: Wanderers from Ys (1991, Super Nintendo)
- Light Fantasy (1992, Super Nintendo)
- Ys IV: Mask of the Sun (1993, Super Nintendo)
- Light Fantasy 2 (1995, Super Nintendo)